# سید علی تهرانی
میر سید علی تهرانی معروف به علی حسینی از خوشنویسان و نستعلیق‌نویسان قرن سیزدهم هجری بوده است. او پدر میرحسین خوشنویس و استاد میرزا غلام رضا اصفهانی، هر دو از مشاهیر خوشنویسی عهد قاجار، بوده است. 